# Theetuin (uitspanning)

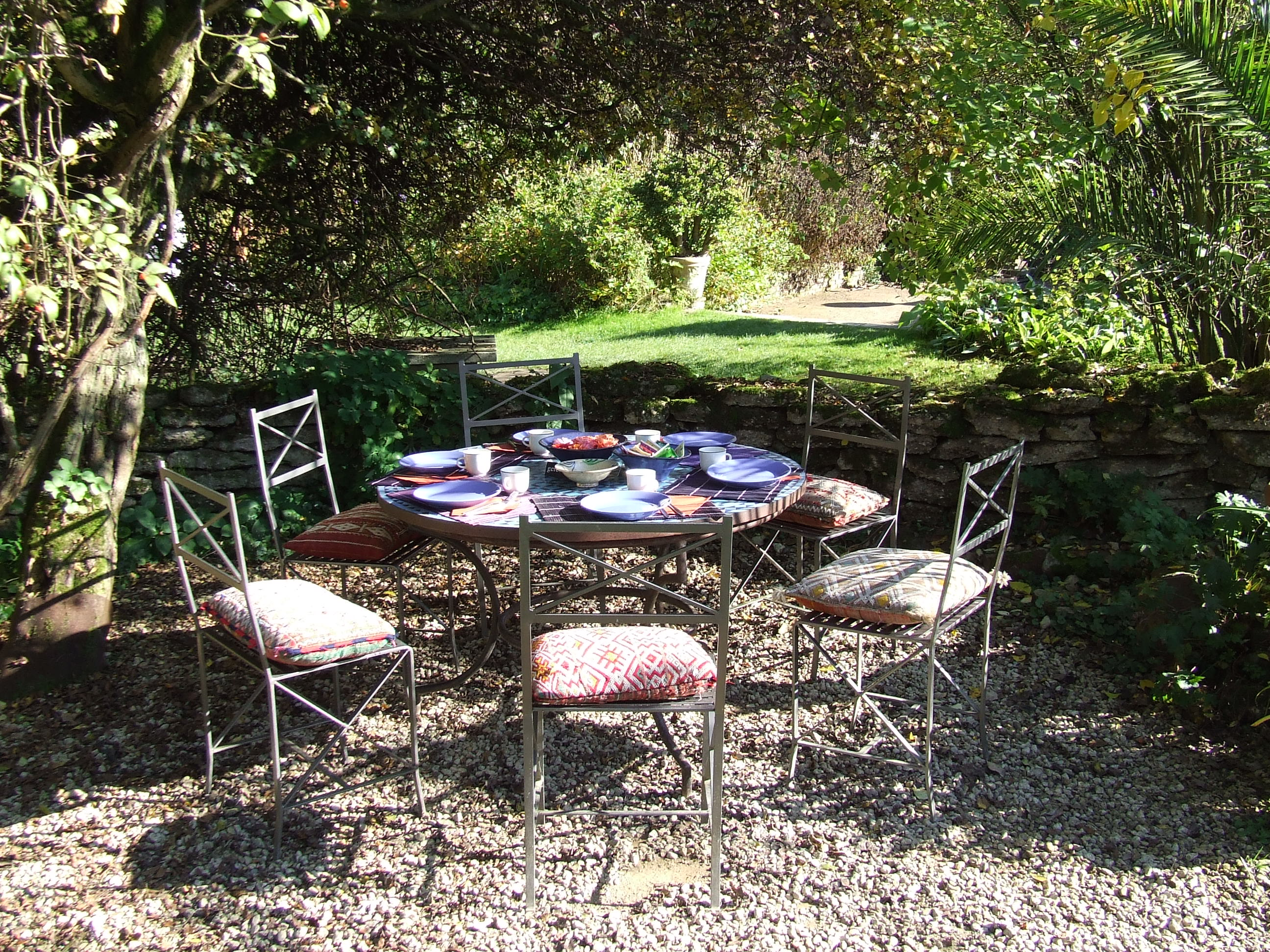
Zitje in een theetuin

Een theetuin of theeschenkerij is een uitspanning buiten de stad waar thee en andere verfrissingen worden verkocht. 
Meestal zijn er zitplekken in een tuin waar de thee genuttigd kan worden. Soms is er in een theetuin een theehuis met een terras en apart daarvan een tuin die bezocht kan worden. Een theekoepel is een historisch particulier recreatiegebouwtje. 
Een theetuin kan een commercieel horecabedrijf zijn, maar particulieren stellen ook hun tuin open en verkopen daar thee zonder dat de tuin een horecabestemming heeft. Gemeenten laten deze vorm van kleinschalige horeca toe.
Naast het verkopen van verfrissingen worden vaak streekproducten aangeboden. Theetuinen functioneren soms als galerie voor lokale kunstenaars. In theetuinen worden verder vaak cursussen of workshops gegeven, met name creatieve cursussen of die een relatie hebben met de natuur. Vaak is de specialiteit huisgemaakte taarten. Ook wordt in veel theetuinen de High Tea aangeboden. Dit is een Engelse traditie, waarbij het menu bestaat uit hartige en zoete lekkernijen. Oorspronkelijk is het een lichte maaltijd die ook wel Afternoon Tea wordt genoemd.
In Nederlands-Indië werd een theeplantage vaak een theetuin genoemd.
- Library of Congress Control Number: sh97008800
- Nationale Bibliotheek van Israël: 987007551604205171